# Мамерк Емилий Лепид Ливиан
Мамерк Емилий Лепид Ливиан (на латински: Mamercus Aemilius Lepidus Livianus; * 120 пр.н.е.; † 63/60 пр.н.е.) e политик на късната Римска република.

## Биография
Син е на Марк Ливий Друз (консул 112 пр.н.е.) и брат на Марк Ливий Друз Млади (военен трибун 105 пр.н.е.). Осиновен е от фамилията Емилии Лепиди.
Той се жени за Корнелия Сула, дъщеря на Луций Корнелий Сула и Юлила или Юлия Корнелия, дъщеря на Луций Юлий Цезар II. Баща е на Емилия Лепида, която се омъжва за Сципион и има дъщеря Корнелия Метела, последната, петата съпруга на Помпей Велики.
През Съюзническата война той e легат и през 88 пр.н.е. побеждава Квинт Попедий Силон. Вероятно участва и на страната на Сула в гражданската война 82/81 пр.н.е.
През 77 пр.н.е. е избран за консул заедно с Децим Юний Брут. Той командва голяма войска и не поема провинция. През 70 пр.н.е. вероятно е princeps senatus.
Мамерк e понтифекс, вероятно след брат си Друз. Умира между 63 и 60 пр.н.е.